# Олонецкое епархиальное женское училище

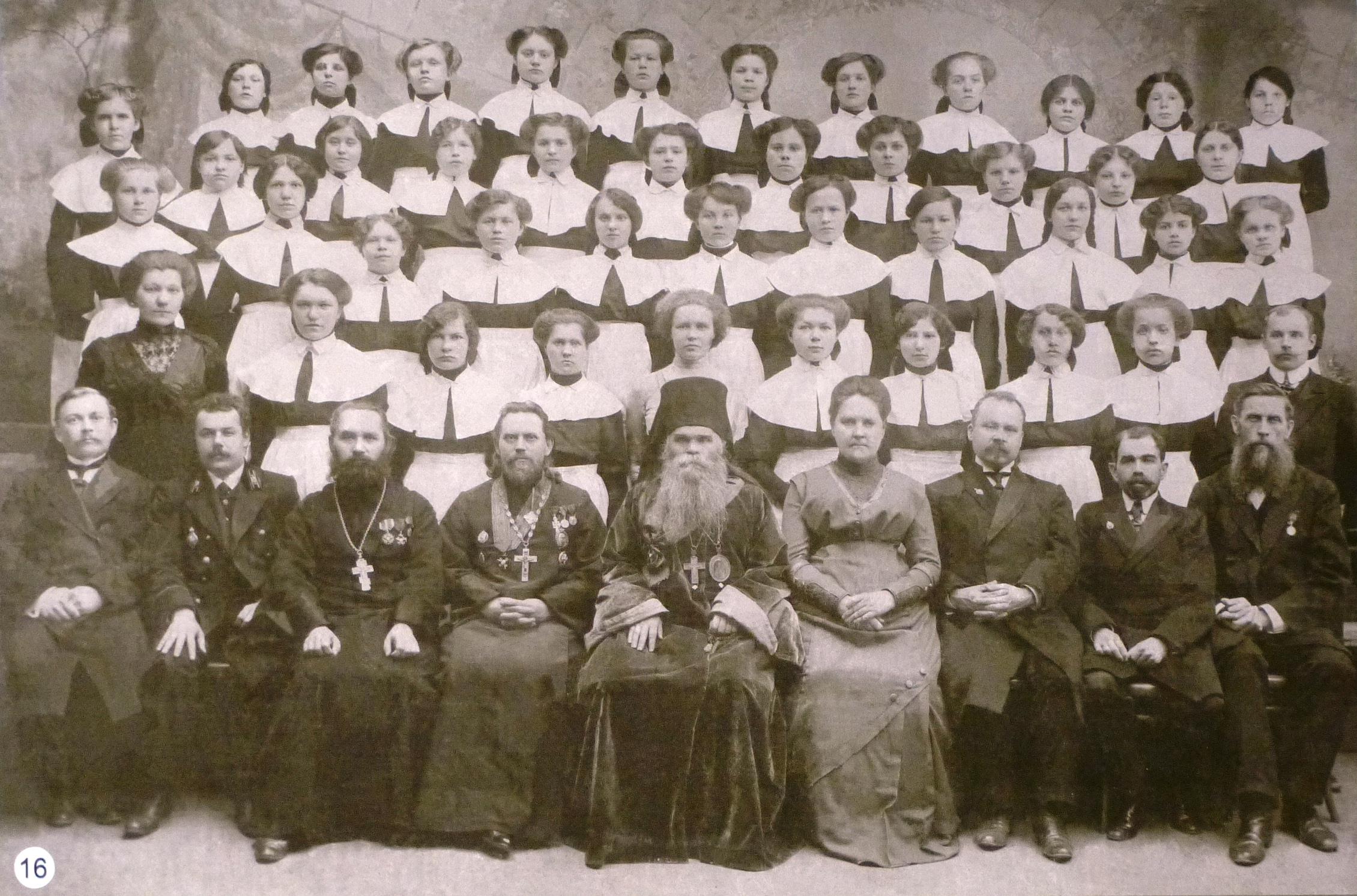
Выпуск Олонецкого епархиального женского училища. 1910-е годы. В центре — епископ Никанор (Надеждин), по правую руку от него — протоиерей Николай Чуков

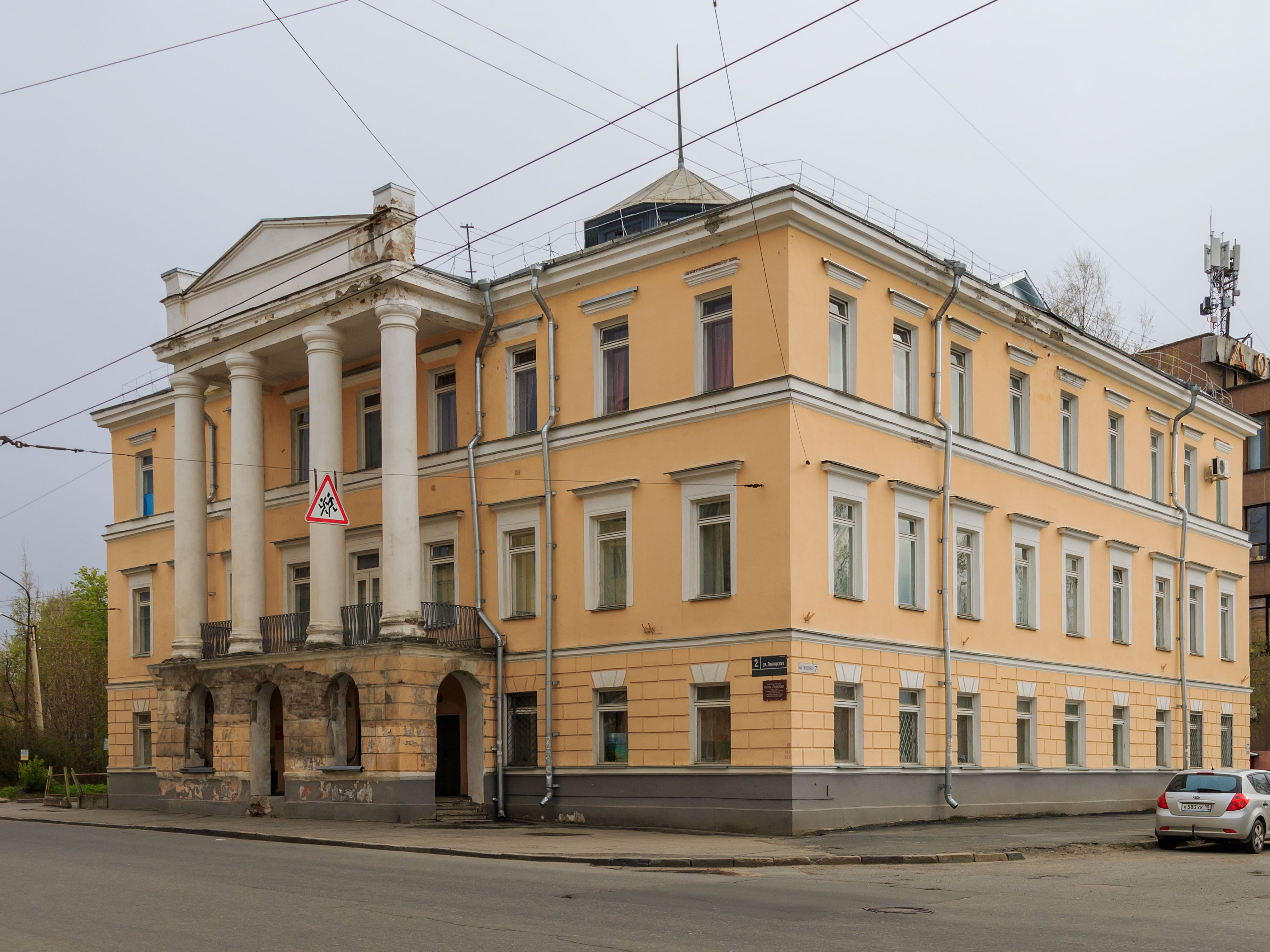
В здании размещается медицинское учреждение
(Петрозаводск, ул. Луначарского, 2)

Оло́нецкое епархиа́льное же́нское учи́лище — учебное заведение в Олонецкой губернии, функционировало в 1858—1918 годах. С 1874 года находилось в городе Петрозаводске.

## История
Училище, предназначенное для обучения дочерей духовенства, открылось 25 мая 1858 года при Каргопольском Успенском женском монастыре по инициативе архиепископа Олонецкого и Петрозаводского Аркадия и разрешению Святейшего Синода как «духовное девичье и сиротское училище».
В училище принимались девочки-сироты от 7 до 10 лет из семей священнослужителей на епархиальное содержание и «девицы всех сословий», имевшие родителей, на свой счёт. Воспитанницы изучали чтение, чистописание, арифметику, основы христианского учения, пение по нотам, отечественную историю, всеобщую географию, историю и географию Олонецкого края, историю раскола Русской церкви, рукоделие, ведение домашнего хозяйства, огородничество, полеводство, животноводство и птицеводство.
Первой начальницей училища стала игуменья Раиса, награждённая впоследствии золотым наперсным крестом за усердие по организации девичьего училища.
В 1867 году при училище была открыта воскресная школа для девочек Каргополя и ближних деревень, а также для повышения грамотности монахинь и послушниц монастыря.
Количество воспитанниц училища выросло с 10-ти в 1858 году до 39-ти в 1869 году. Многие из них впоследствии работали учительницами в церковно-приходских школах.
В 1870 году получило статус епархиального женского училища; в начале 1874 года, решением съезда духовенства, переведено в Петрозаводск в здание недавно выстроенного архиерейского дома.
31 августа 1874 года в Петрозаводск на корабле «Царь» прибыли из Каргополя воспитанницы и надзирательницы с имуществом училища. 8 сентября 1874 года преосвященным Ионафаном было проведено торжественное богослужение и освящение училищного дома.
Начальницей училища съездом олонецкого духовенства была избрана Мария Александровна Старицина, вдова коллежского секретаря, окончившая курс Смольного монастыря в Петербурге.
В 1883/84 учебном году в училище обучалось 105 воспитанниц.
В апреле 1892 года была торжественно открыта образцовая начальная школа при училище.
В 1902 году училище переведено в выкупленное Олонецкой духовной консисторией за 50 тыс. рублей с рассрочкой на несколько лет у наследников купца Марка Пименова каменное здание (ныне сохранившееся на улице Луначарского, дом № 2). При училище имелась домовая Введенская церковь.
Первоначально в училище действовал трёхлетний курс обучения, а с 1902 года — шестилетний курс, что давало право выпускницам училища работать учительницами в сельских училищах и церковно-приходских школах.
Помимо общеобразовательных предметов в училище преподавались основы иконописи, пение, рукоделие и домоводство.
Форма учениц в начале XX века состояла из платья тёмно-синего цвета, белой пелерины и фартука.
В 1914/15 учебном году в училище обучалось 315 воспитанниц.
В 1918 году училище было закрыто.

## Начальницы училища
- Раиса, игуменья
- Людмила, игуменья
- Старицина Мария Александровна (1874—1880)
- Соколова Валентина Фёдоровна (1880—1881)
- Рождественская Мария Ивановна (1881—1883)
- Чернявская Анастасия Петровна (1883—1886), исполняющая должность
- Шкалина Елена Александровна (1886—1899)
- Невяровская Анна Николаевна (1899—1908)
- Покровская Ольга Васильевна (1908—1918)